# Inside Man (serie televisiva)
Inside Man è una serie televisiva britannica del 2022 trasmessa in italiano da Netflix.

## Trama
Un carcerato americano nel braccio della morte per aver ucciso la moglie ha delle spiccate doti intuitive e un talento nel risolvere i casi di omicidio più complicati.
Un giorno la reporter Beth, che lo incontra per un'intervista, lo implora di darle una mano a trovare la sua amica Janice, svanita nel nulla, senza lasciare la benché minima traccia. Si teme che qualcuno abbia deciso di farle del male e forse la tenga imprigionata.

## Puntate
| Stagione       | Puntate | Pubblicazione |
| -------------- | ------- | ------------- |
| Prima stagione | 4       | 2022          |

## Personaggi e interpreti
- Harry Watling, interpretato da David Tennant, è un vicario costretto in una situazione difficile.
- Jefferson Grieff, interpretato da Stanley Tucci, è un ex professore di criminologia nel braccio della morte in una prigione dell'Arizona.
- Janice Fife, interpretata da Dolly Wells, è un'insegnante di matematica che interpreta male un segreto scioccante.
- Beth Davenport, interpretata da Lydia West, è una giornalista di cronaca nera.
- Mary Watling, interpretata da Lyndsey Marshal, è la moglie di Harry.
- Casey, interpretato da Dylan Baker, è il direttore della prigione.
- Dillon Kempton, interpretato da Atkins Estimond, è un serial killer nel braccio della morte nella prigione che funge da assistente di Jefferson.
- Ben Watling, interpretato da Louis Oliver, è il figlio adolescente di Harry.
- Keith, interpretato da Eke Chukwu, è una guardia della prigione.
- Morag, interpretata da Kate Dickie, è una conoscente di Jefferson in Inghilterra.
- Edgar, interpretato da Mark Quartley, è il parrocchiano profondamente turbato di Harry.
- Hilda, interpretata da Tilly Vosburgh, è la madre di Edgar.
- Detective Clyde, interpretata da Boo Golding.

## Produzione
Le location delle riprese includevano la chiesa di Sant'Andrea a Farnham, la stazione ferroviaria di Godalming, fuori dal Beehive Pub a Bedfont Middlesex, Broad Street a Wokingham e Welcome Break Fleet Services a Fleet.

## Accoglienza
Inside Man è stato valutato con un punteggio del 67% su Rotten Tomatoes. Il critico Graeme Blundell di The Australian scrive: "È superbamente recitato da un gruppo di attori esperti che sanno esattamente che tipo di stile elevato è richiesto qui, diretto in uno stile coinvolgente dall'esperto McGuigan, e completamente divertente. Basta tenere quel bicchiere di vino." Charles Hartford di A Geek Community scrive: "Inside Man offre una storia avvincente che vale la sua breve durata di quattro ore. La serie trascina lo spettatore nelle sue profondità mentre esplora fino a che punto le persone andranno quando saranno catturate nel posto sbagliato al momento sbagliato". The Guardian lo ha descritto come un "tipicamente sostanzioso mistero divertente di Steven Moffat". Pat Stacey, scrivendo sull'Irish Independent ha detto: "Probabilmente la scena più sciocca di tutte è arrivata nel finale di martedì quando Mary minaccia la giornalista Beth con un coltello da pane emettendo con la bocca i sibili della lama che fende l'aria. Questo ha spinto Inside Man nel territorio della sitcom in piena regola. Strano, dal momento che Moffat sembrava voler dire qualcosa di serio sulla natura umana e sulla capacità di violenza delle persone". Anita Singh del Daily Telegraph ha dichiarato: "Moffat può gettare qualsiasi quantità di buone battute o piccoli colpi di scena intelligenti in questo spettacolo, ma è costruito su un difetto così fondamentale che è impossibile superarlo".
Nella serie recita anche il figlio di Steven Moffat, Louis Oliver, la cui performance nel ruolo del figlio del pastore secondo Radio Times ruba la scena.